# Varaz-Tirots Bagratuní II
Varaz-Tirots Bagratuní II (en armeni Վարազ-Տիրոց Բ Բագրատունի; nascut cap a 590, mort l'any 645) fou un príncep armeni de la família dels Bagràtides, aspet el 616, marzban d'Armènia del 628 al 634 i príncep d'Arménia el 645.
Varaz-Tirots era el fill de Simbaci IV Bagratuní, que fou marzban d'Hircània i després d'Armènia entre 597 i una data que oscila segons els autors entre el 607 i la seva mort el 616. A partir del 624, l'emperador romà Heracli va llançar una ofensiva d'envergadura contra Pèrsia i va conquerir Armènia l'any 627. El 628, el rei sassànide Cobades II va nomenar Varaz-Tirots II marzban d'Armènia, però va acabar per apropar-se als romans. El nakharar Mjej Gnuní, general dels exèrcits armenoromans nomenat per Heracli, el va cobrir de calomnies, però l'emperador no es va deixar enredar. No obstant això, Varaz-Tirots es va implicar en les intrigues de la cort romana i va prendre part a una conspiració dels fils de l'emperador que pretenien enderrocar el seu pare. Heracli va avortar el complot, va destituir Varaz-Tirots de les seves funcions i el va exiliar a Àfrica. Fou cridat a demanda de Teodor Reixtuní, però tanmateix se li va assignar residència a Constantinoble; es va evadir i es va poder refugiar a Armènia.
Pèrsia, esgotada per la guerra contra l'Imperi Romà d'Orient, no tenia ja capacitat per resistir l'avanç de l'islam i va sucumbir el 642. El mateix any, una incursió àrab va capturar Dvin, la capital d'Armènia oriental (la resta estava en mans romanes), la va saquejar i se'n van emportar nombrosos captius. El marzban (de l'Armènia romana) Teodor Reixtuní, va lluitar difícilment contra els àrabs i va refusar lliurar el fugitiu Varaz-Tirots a l'emperador. Ben al contrari, coneixent les seves capacitats per gestionar la situació, li va oferir el govern d'Armènia. Per conciliar-se la noblesa armènia, l'emperador Constant II va acceptar, va concedir el 645 el seu perdó a Varaz-Tirots i el va nomenar marzban, títol que transforma en « príncep d'Armènia ». Però Varaz-Tirots va morir abans d'entrar en funcions, i l'emperador va nomenar llavors al seu lloc a Teodor Reixtuní.
Segons la historiadora Parvaneh Pourshariati, Varaz-Tirots II, que exercia comandements en els exèrcits sassànides contra els invasors àrabs en el moment de les batalles de Jalula (637) i de Nihavand (642), va morir en el combat de Waj Rudh que està datat el 642/643.
Simbaci Bagratuní V, el fill de Varaz-Tirots, va heretar els altres títols del seu pare, i es va casar amb una filla de Manel Arsakuni, descendent probable dels reis arsàcides d'Armènia i parent probable de l'emperador Constant II. És possible que Varaz-Tirots II tingués un germà de nom Varaz-Isaac, que fou el pare d'un nakharar de nom Simbaci citat el 643